# TuS Griesheim
Der TuS Griesheim ist ein 1899 gegründeter Sportverein aus der hessischen Stadt Griesheim. Der polysportive Turn- und Sportverein Griesheim hat unter anderem die Abteilungen Handball, Basketball, Faustball, Fußball, Leichtathletik, Radsport, Schwimmen, Sportkegeln, Tanzsport, Tennis, Triathlon, Turnen und Volleyball.

## Volleyball
Von 1977 bis zum Abstieg 1980 spielte die Herrenmannschaft in der 2. Bundesliga.

## Triathlon
Unter dem Namen REA CARD Triathlon Team TuS Griesheim starten jeweils eine Frauen- und eine Männer-Mannschaft in der 1. Triathlon-Bundesliga sowie eine Männer-Mannschaft in der 2. Bundesliga.
Zu den größten Erfolgen zählte bei den Frauen ein zweiter Platz 2011 und 2006 sowie ein dritter Platz 2012 und bei den Männern ein dritter Platz jeweils in den Jahren 2011, 2005 und 2004.

## Handball

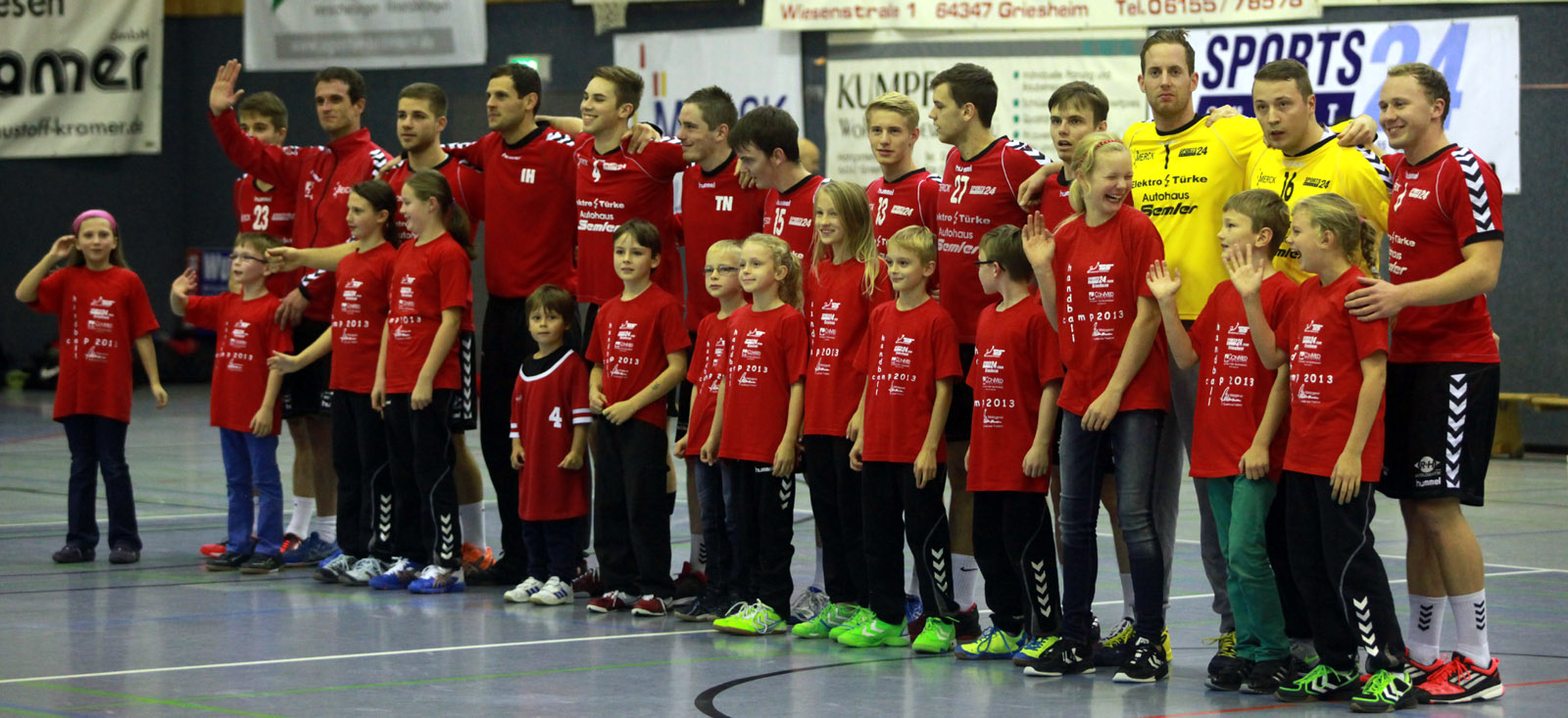
Die Mannschaft in der Saison 2013/2014 mit Einlaufkindern

Die 1920 gegründeten Handballabteilung gewann 1977 nach einem Entscheidungsspiel gegen die TSG Hofgeismar die Hessenmeisterschaft und stieg damit in die damals zweitklassige Regionalliga Südwest auf. 1981 qualifizierte man sich als Vizemeister der Regionalliga für die neue 2. Handball-Bundesliga, in der sich die Mannschaft elf Jahre lang halten konnte. In den ersten drei Jahren wurde der TuS Griesheim jeweils Zweiter in der Staffel Süd und qualifizierte sich damit für die Aufstiegsspiele zur 1. Bundesliga, scheiterte aber jedes Mal an dem Vertreter der Nordstaffel (damit ist der TuS der Verein, der am häufigsten in direkten Aufstiegsspielen zur 1. Bundesliga scheiterte, ohne jemals in der 1. Liga gespielt zu haben). Anschließend war die Mannschaft bis 1991 regelmäßig im Mittelfeld der Südstaffel zu finden. 1992 erfolgte nach insgesamt fünfzehn Spielzeiten in der zweithöchsten Spielklasse der Abstieg in die mittlerweile drittklassige Regionalliga, in der die Griesheimer noch sechs Jahre bis 1998 spielten und dann in die zweigeteilte Oberliga Hessen abstiegen. Am Ende der Saison 1999/2000 verpasste der Club als Vorletzter der Südstaffel die Qualifikation für die eingleisige Oberliga Hessen und wurde damit fünftklassig. Erst 2014 gelang der Wiederaufstieg in die Oberliga. Der Verein nahm zwischen 1977 und 1993 insgesamt 14-mal an der Hauptrunde des DHB-Pokal teil, dabei schied er allerdings elfmal in der 1. Runde und dreimal in der 2. Runde aus. 2017 stieg die Mannschaft als Tabellenletzter wieder in die Landesliga ab. Fünf Jahre später kehrte der TuS Griesheim in die Oberliga zurück.

### Erfolge
- 2. Handball-Bundesliga: Vizemeister Staffel Süd 1982, 1983 und 1984
- Hessenmeister 1977
- Landesliga Süd Hessen: Meister 2014 und 2022

### Weitere Mannschaften (Aktive)
Die Frauenmannschaft spielt in der Saison 2015/16 in der Landesliga Süd. Die zweite Männermannschaft des TuS spielt in der Bezirksoberliga Darmstadt.

### Jugendarbeit
Die Jugendarbeit der Griesheimer Handballer ist auch über die hessischen Grenzen hinaus bekannt. Seit 2005 ist man regelmäßig in Hessens höchsten Spielklassen zuhause. In der Saison 2011/12 qualifizierte man sich für die neu eingeführte A-Jugend Handball-Bundesliga 2011/12. Man konnte die Saison auf dem 10. Tabellenplatz abschließen.
Die weibliche C-Jugend wurde in der Saison 2008/09 Süd-West-Deutscher Meister.